# Anteris simulans
Anteris simulans är en stekelart som beskrevs av Jean-Jacques Kieffer 1908. Anteris simulans ingår i släktet Anteris och familjen Scelionidae. Inga underarter finns listade i Catalogue of Life.